# Saintines
Saintines là một xã ở tỉnh Oise Hauts-de-France phía bắc Pháp. Xã Saintines nằm ở khu vực có độ cao trung bình 37 mét trên mực nước biển.